# Шехре-Корд
Ше́хре-Корд или Ше́хркорд (перс. شهرکرد‎ — «Город курдов», курд. Şarîkurd) — город в центральном Иране, в Восточном Курдистане, административный центр провинции Чехармехаль и Бахтиария. Население — 126 746 человек. Производство строительных материалов, одежды. Климат — сухой, холодные зимы, лето — тёплое. Один из наиболее высокогорных городов Ирана. В пригородах Шехре-Корда расположен горнолыжный курорт. В городе преимущественно проживает курдское население, поэтому город был прозван городом курдов.